# Alvin Sims
Alvin Joseph Sims (Paris, 18 ottobre 1974) è un ex cestista statunitense.

## Palmarès
- CBA Rookie of the Year (1998)
- CBA All-Rookie First Team  (1998)